# فواد پولادوف
فؤاد آقا رحیم پولادوف (انگلیسی: Fuad Agarahim Poladov; ۲۴ مهٔ ۱۹۴۸ – ۵ مهٔ ۲۰۱۸) بازیگر اهل کشور جمهوری آذربایجان بود.
از فیلم‌ها یا برنامه‌های تلویزیونی که وی در آن نقش داشته‌است می‌توان به جشن تولد اشاره کرد.